# Série Mundial de Pôquer de 2010

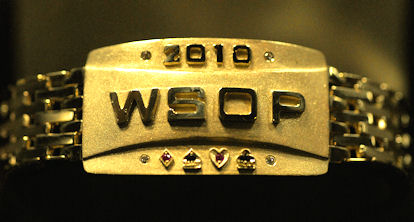
Bracelete de Ouro: Troféu recebido pelos campeões dos eventos da Série Mundial de Pôquer

A Série Mundial de Pôquer 2010 foi a 41ª edição da Série Mundial de Pôquer. Realizada no Rio All-Suite Hotel & Casino em Las Vegas, entre 27 de maio e 17 de julho de 2010. Foram disputados 57 torneios em diferentes modalidades de pôquer, dentre eles o evento principal que define o campeão da Série Mundial de Pôquer. A definição do campeão do evento principal, foi disputada entre os dias 6 e 8 de novembro, no evento denominado November Nine, onde sagrou-se campeão o jogador Jonathan Duhamel.  

## Números
A Série Mundial de Pôquer de 2011 distribuiu um total de US$ 187.109.850,00 de dólares em prêmios para 7486 jogadores dentre seus 57 eventos, foram registrados um total de 72.966 entradas para os torneios, sendo que 7319 para o evento principal, o evento com o maior número de entradas além do evento principal foi o de nº 03, torneio de No Limit Texas Hold'em, com preço de inscrição de US$ 1.000,00, com um total de 4345 jogadores. O evento que distribuiu o maior valor em prêmios foi o evento principal, num total de US$ 68.799.059,00, sendo que deste valor US$ 8.944.310,00 foi o prêmio do campeão Jonathan Duhamel. 
Participaram dos torneios jogadores de 117 países, dentre estes, conquistaram braceletes de ouro: 
- Estados Unidos: 38
- Canadá: 6
- Reino Unido: 5
- França: 1
- Hungria: 2
- Rússia: 1
- Noruega: 1
- Nova Zelândia: 1
- Holanda: 1
- Israel: 1

Um jogador foi campeão em mais de um evento da Série Mundial de Pôquer 2011, Frank Kassela que conquistou dois braceletes. 

## November Nine

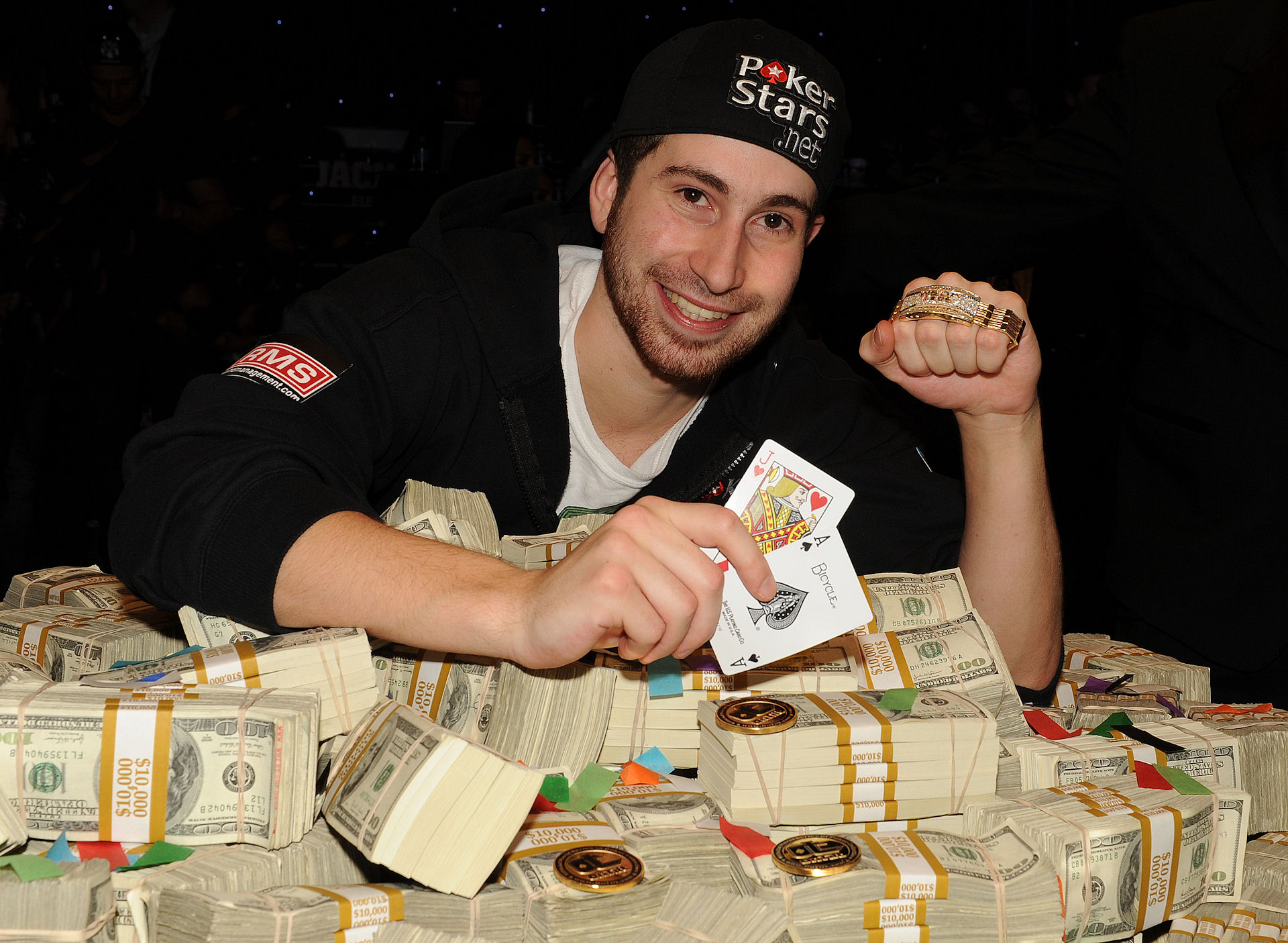
Jonathan Duhamel, campeão da Série Mundial de Pôquer 2010

O November  Nine, disputa final onde os 9 melhores colocados do evento principal disputaram o título de campeão da Série Mundial de Pôquer de 2010, teve o seguinte resultado: 
| Colocação | Nome             | Prêmio           |
| --------- | ---------------- | ---------------- |
| 1st       | Jonathan Duhamel | US$ 8.944.310,00 |
| 2nd       | John Racener     | US$ 5.545.955,00 |
| 3rd       | Joseph Cheong    | US$ 4.130.049,00 |
| 4th       | Filippo Candio   | US$ 3.092.545,00 |
| 5th       | Michael Mizrachi | US$ 2.332.992,00 |
| 6th       | John Dolan       | US$ 1.772.959,00 |
| 7th       | Jason Senti      | US$ 1.356.720,00 |
| 8th       | Matthew Jarvis   | US$ 1.045.743,00 |
| 9th       | Cuong Soi Nguyen | US$ 811.823,00   |